# نیکو بورشت
نیکو بورشت (انگلیسی: Nico Burchert؛ زادهٔ ۲۴ ژوئن ۱۹۸۷) بازیکن فوتبال اهل آلمان است.
از باشگاه‌هایی که در آن بازی کرده‌است می‌توان به باشگاه فوتبال پادربورن اشاره کرد.